# Besh barmak

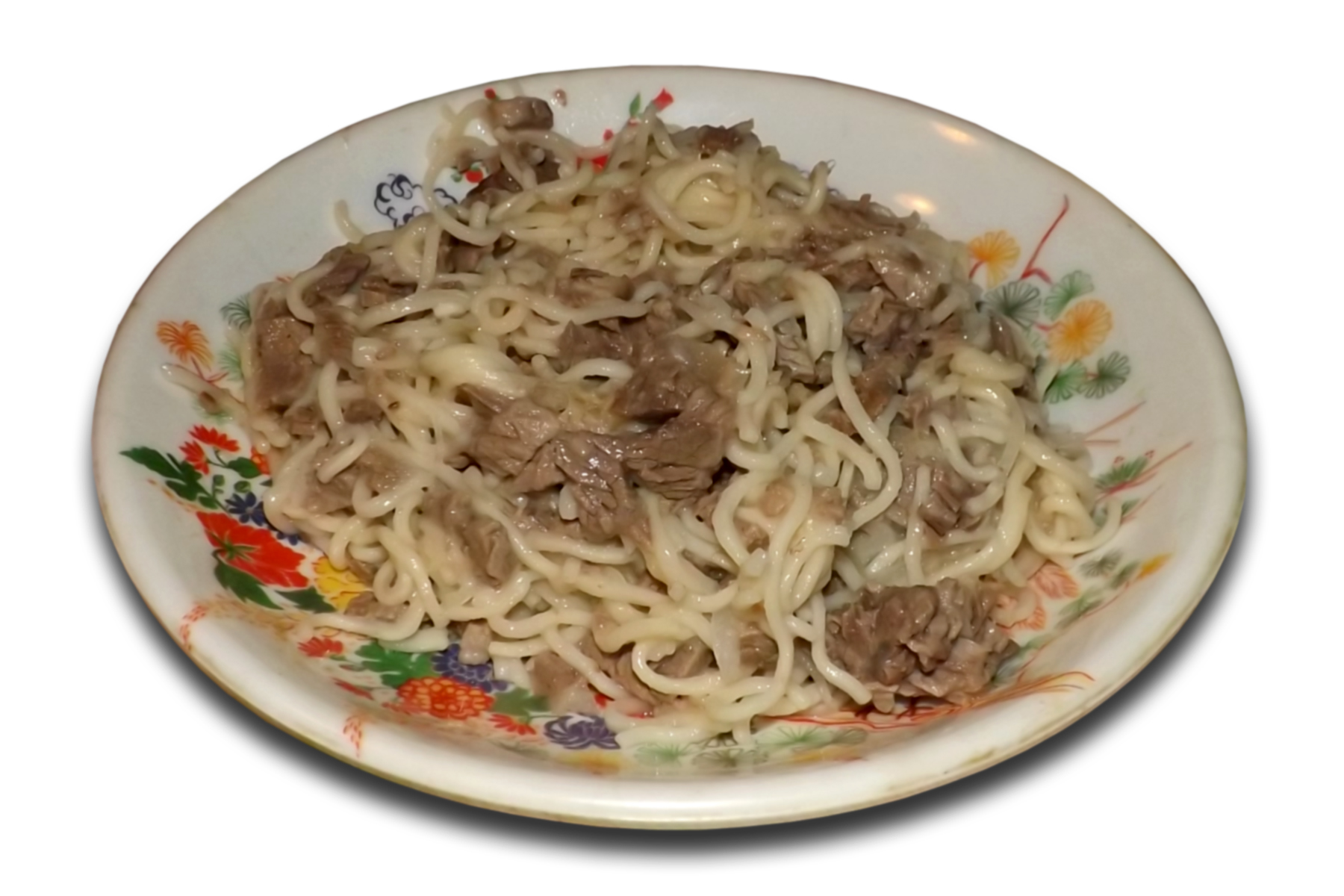
Beshbarmak

Besh barmak é o cozido ritual de carneiro dos quirgizes, embora tenha versões aproximadas em toda a Ásia Central: os turcomenos chamam-lhe “dograma”,
O nome desta iguaria na língua quirguize significa “cinco dedos”, indicando que tradicionalmente era comida com as mãos. A carne é cozida em água e sal durante o tempo suficiente para se poder partir em pedaços e se despegar facilmente dos ossos; nessa altura, junta-se ao caldo cebola cortada e pimenta preta e deixa-se ferver: este molho chama-se “chyk”. Entretanto, prepara-se a massa, com farinha de trigo, água e ovos, que se estende numa camada fina e se corta em quadrados, que se cozem no caldo, se deixam arrefecer e se cortam em tiras finas (como fettuccine ou tagliatelle), que vão ser novamente cozidas no chyk e servidas com a carne em grandes tigelas de porcelana, as “kese”. O caldo, por vezes aumentado com a mioleira do carneiro, é normalmente servido à parte, como uma “shorpo”.